# Andrea Kiewel

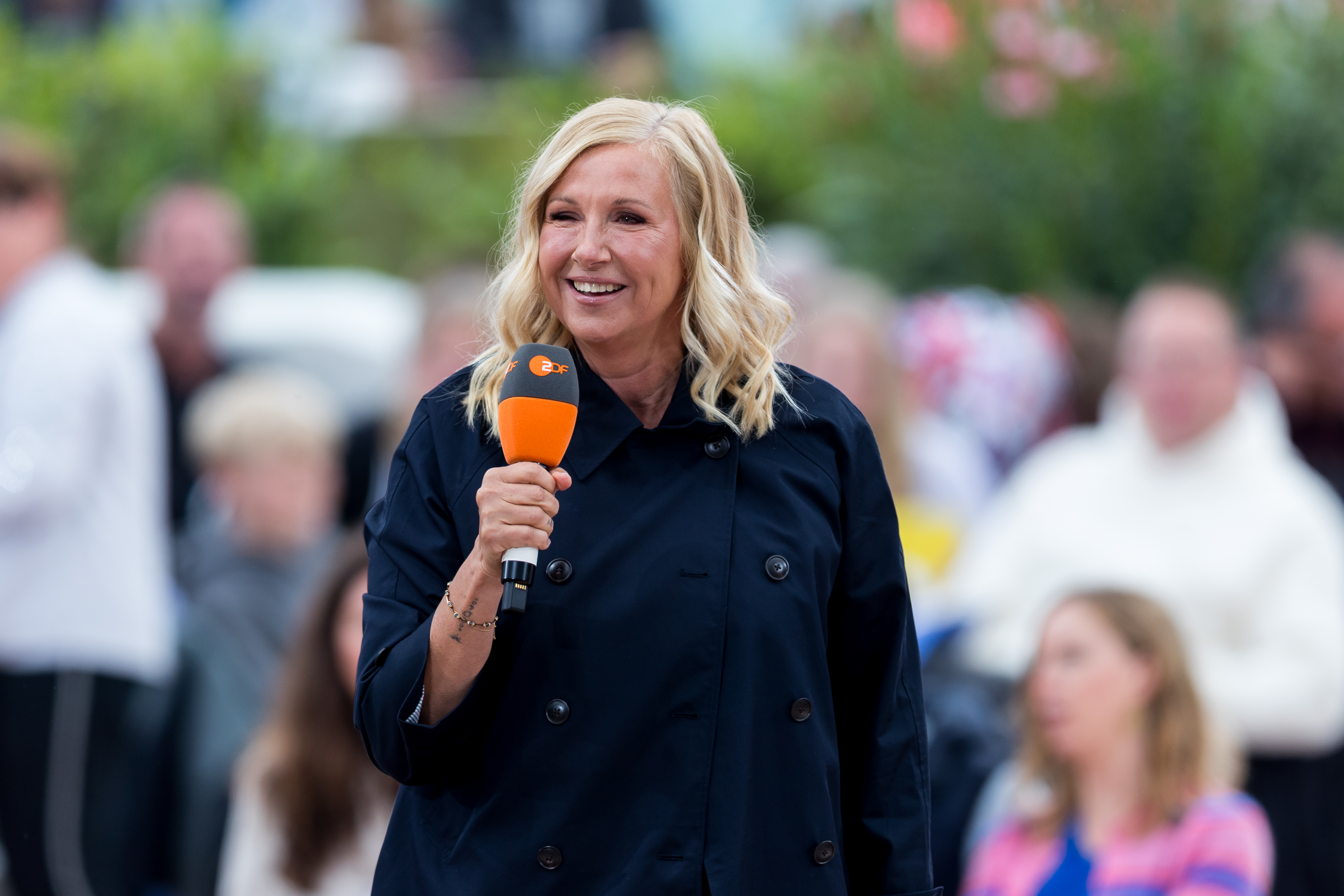
Andrea Kiewel (2025)

Andrea „Kiwi“ Kiewel (* 10. Juni 1965 in Ost-Berlin als Andrea Mathyssek) ist eine deutsche Fernsehmoderatorin und ehemalige Leistungsschwimmerin.

## Jugend und Ausbildung
Andrea Kiewel war Schülerin der Kinder- und Jugendsportschule Werner Seelenbinder in Berlin-Alt-Hohenschönhausen und in den 1980er Jahren Mitglied der Jugend-Schwimmnationalmannschaft der DDR. 1979 war sie Spartakiade-Siegerin mit der 4 × 100-m-Lagenstaffel des SC Dynamo Berlin. Ein Jahr später wurde sie mit der Freistilstaffel Dritte bei den DDR-Meisterschaften, 1981 Zweite, ebenso mit der Lagenstaffel. 1982 gewann sie mit der Freistilstaffel den Titel und wurde mit der Lagenstaffel erneut Zweite. Ihr bestes Einzelergebnis bei DDR-Meisterschaften war 1982 der sechste Rang über 50 m Freistil.
Nach dem Abitur studierte Andrea Kiewel ab 1983 in Berlin am Institut für Lehrerbildung Clara Zetkin die Fächer Unterstufenlehrer/Sport und Deutsch; als Abschlussarbeiten legte sie die Studien Die Körperpflege, Abhärtung und Infektionsprophylaxe in der Unterstufe in ihrer Bedeutung für die Gesunderhaltung (1987) und die Abschlussarbeit Konzeption für das Baden mit Kindern an bewachten und unbewachten Gewässern (1988) vor. Von 1988 bis 1991 arbeitete sie als Unterstufenlehrerin in Berlin-Hellersdorf. In der Sommersaison der Jahre 1989 und 1990 war sie als Rettungsschwimmerin auf Usedom tätig.

## Fernsehen
Kiewels Karriere als Moderatorin begann im Juli 1990, in den letzten Monaten des DDR-Fernsehens Deutscher Fernsehfunk. Nach Auflösung des Senders war sie zunächst für den Berliner Sender FAB (Fernsehen aus Berlin) tätig und moderierte die tägliche Vorabendsendung Fenster aus Berlin. Später war sie für den SFB und nachfolgend B1 freiberuflich tätig. Von 1993 bis 2000 war sie Moderatorin des Sat.1-Frühstücksfernsehens. Im Jahr 1997 moderierte Kiewel vorübergehend die Esoterikshow Talk X auf dem zur gleichen Unternehmensgruppe gehörenden Sender ProSieben.
Seit dem Jahr 2000 moderiert Kiewel den ZDF-Fernsehgarten sowie die damalige ZDF-Spielshow Jede Sekunde zählt. Kiewel erhält für die Moderation des ZDF-Fernsehgartens jährlich 400.000 Euro. Von September bis Dezember 2004 moderierte Kiewel das Socialtainment-Format Kämpf um Deine Frau! Ab 2004 moderierte sie fürs ZDF Die Adventsshow, seit 2005 zusätzlich Die Herbstshow und von 2006 bis zur Einstellung der Sendungen 2014 Die Frühlingsshow. 2007 führte sie gemeinsam mit Jan Hofer und Jörg Kachelmann durch die Talkshow Riverboat im MDR.
Im Dezember 2007 wurde Kiewel vorgeworfen, sie habe im ZDF bezahlte Schleichwerbung für Weight Watchers betrieben. Sie gab daraufhin zu, ein Vertragsverhältnis mit dem Anbieter von Schlankheitskursen in der Sendung Johannes B. Kerner wahrheitswidrig bestritten zu haben. Nach Informationen des Spiegels besagte der PR-Vertrag von 2001 neben einer jährlichen Grundvergütung von 180.000 DM weitere 15.000 DM für Fotoshootings sowie „Flugreisen First Class“ und „Übernachtung in First-Class-Hotels“. ZDF und MDR gaben kurz darauf, Ende 2007, bekannt, den Vertrag mit Kiewel aufzulösen.
Im Oktober 2008 trat Kiewel erstmals wieder beim ZDF auf, als eine von sechs Prominenten in der Quizshow Gut zu wissen, bei der Spenden für die Welthungerhilfe gesammelt wurden. Silvester 2008 moderierte sie die ZDF-Hitparty, und seit 2009 wieder den Fernsehgarten. Im Jahr 2010 wurde der Fall Kiewel vor dem Hintergrund von Vorwürfen wegen Schleichwerbung gegenüber dem Fernsehgarten erneut in den Medien thematisiert.
Von 2009 bis zur Einstellung 2011 moderierte Kiewel bei RTL die Show Einspruch – Die Show der Rechtsirrtümer, in der sie den Anwalt Ralf Höcker zu rechtlichen Themen befragte.
Im Jahr 2007 moderierte sie die Verleihung des Medienpreises Goldene Henne; diesen Preis bekam sie ihrerseits 2009 in der Sparte Leserpreis Moderation verliehen. Sie war mit Joachim Llambi im Home-Team der RTL-Show Es kann nur E1NEN geben. Außerdem moderiert Kiewel seit 2013 die ZDF-Silvestershow Willkommen 20xx am Brandenburger Tor.
Im Herbst 2021 war sie als Gastjurorin in der Jury von Das Supertalent bei RTL zu sehen. Von Dezember 2023 bis März 2024 führte sie in vier Folgen als Moderatorin durch Kiwis große Partynacht in Sat.1.

## TV-Moderationen

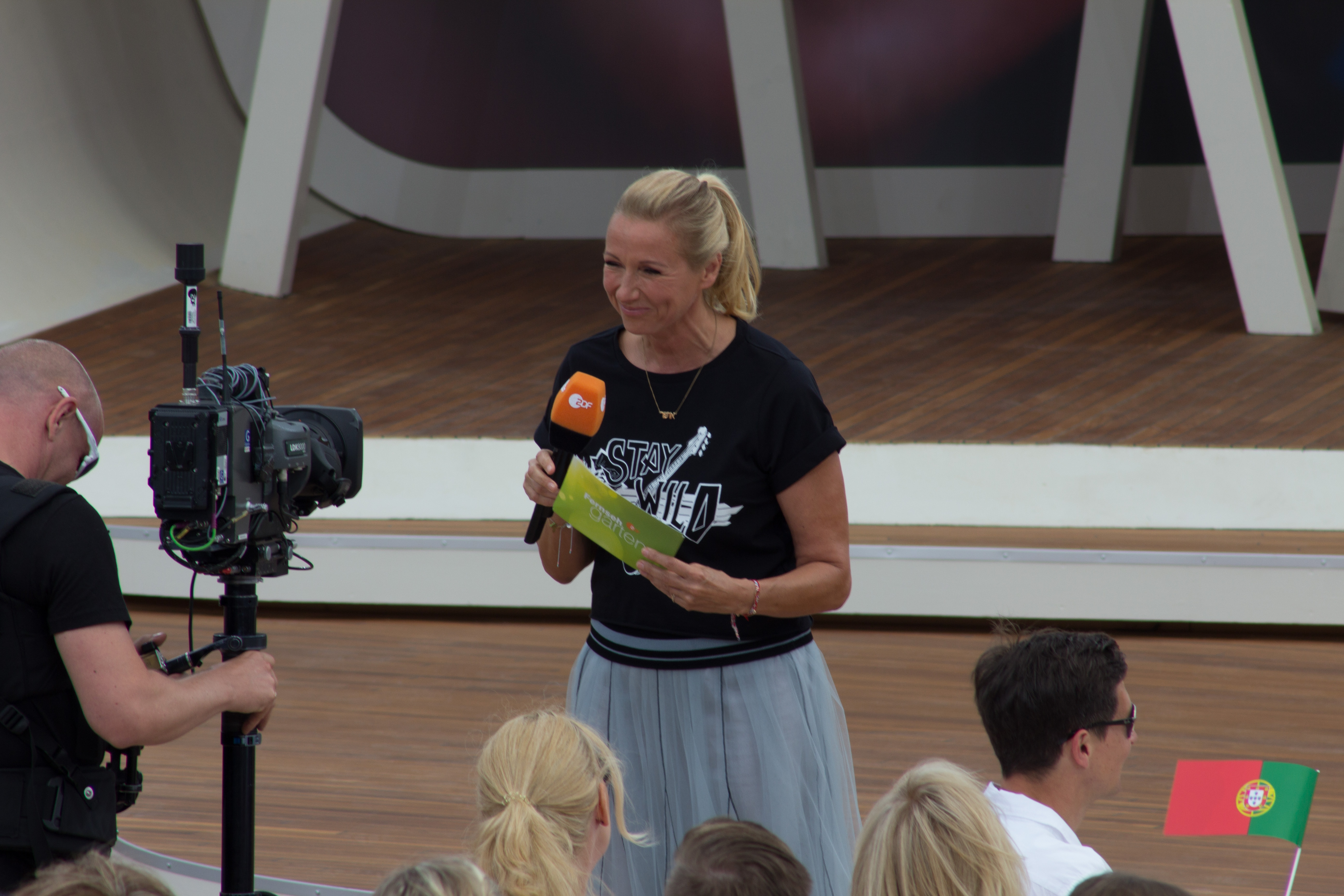
Andrea Kiewel als Moderatorin des ZDF-Fernsehgarten (2018)

### Aktuell
- 2000–2007, seit 2009: ZDF-Fernsehgarten, ZDF
- seit 2013: Willkommen 20xx, ZDF
- seit 2014: ZDF-Fernsehgarten on Tour, ZDF

### Ehemalig
- 1991: Fenster aus Berlin, FAB
- 1993–2000: Sat.1-Frühstücksfernsehen, Sat.1
- 1997: Talk X, ProSieben
- 2000: Vera am Mittag (Co-Moderation 1000. Folge), Sat.1
- 2000–2001: Jede Sekunde zählt, ZDF
- 2001–2002: Après-Ski-Show (mit Markus Wolfahrt), ZDF
- 2002: Wir wollen helfen – Die Flutkatastrophe (mit Marco Schreyl), ZDF
- 2002: ZDF iDay-Nacht (mit Kai Böcking), ZDF
- 2003: Na so was – 40 Jahre ZDF (mit Kai Böcking), ZDF
- 2003–2004: Sound der 80er, ZDF
- 2003: Die Ostalgie-Show (mit Marco Schreyl), ZDF
- 2003: Die deutsche Stimme 2003 (mit Kai Böcking), ZDF
- 2004: ABBA – die Jubiläumsshow, ZDF
- 2004: Sound der 90er, ZDF
- 2004: Kämpf um deine Frau!, Sat.1
- 2004: Yesterday – Retroshow, ZDF
- 2004–2005, 2011–2012: Die Adventsshow, ZDF
- 2005: Die ZDF-Muttertagsshow, ZDF
- 2005: 30 Jahre Discofieber!, ZDF
- 2005: Hits made in Germany, ZDF
- 2005–2007, 2010–2013: Die Herbstshow, ZDF
- 2005: Die Gruselnacht – Schauriges an Halloween (mit Sebastian Höffner), ZDF
- 2006–2007, 2011–2013: Die Frühlingsshow, ZDF
- 2006: Erinnerst du dich noch, ZDF
- 2006–2007: Kult am Sonntag, ZDF
- 2006–2007: Klassik Kids, ZDF
- 2006: Advent in den Bergen, ZDF
- 2006–2007, 2010–2012: Mein allerschönstes Weihnachtslied, ZDF
- 2007: Riverboat, MDR
- 2007: Viva Mallorca!, ZDF
- 2007: Goldene Henne, MDR
- 2007: Pippi, Michel, Karlsson & Co. – Das Beste aus den Astrid Lindgren-Filmen, ZDF
- 2007–2012: Die ZDF-Hitparty, ZDF
- 2009–2011: Einspruch – Die Show der Rechtsirrtümer (mit Ralf Höcker), RTL
- 2012: Topfgeldjäger (350. Jubiläumsfolge), ZDF
- 2012: Was würden Sie tun?, RTL
- 2012: Best of Kiwi 2012 – Das Promispecial, ZDF
- 2012: Weihnachtstipps und Superhits (mit Matze Knop), ZDF
- 2013: Kiwis großer Weihnachtsmarkt-Check, ZDF
- 2013–2014: Schöne Bescherung! Der perfekte Weihnachtsabend mit Andrea Kiewel, ZDF
- 2014: Kiwis Inselabenteuer – Eine Reise nach La Palma, ZDF
- 2014: Rach tischt auf! (mit Christian Rach und Dirk Steffens), ZDF
- 2016–2017: Die große Drei-Länder-Show, ZDF
- 2016: Das ist mein Israel, n-tv
- 2017: Mainz feiert! – Das Fest zum Tag der Deutschen Einheit (mit Christian Sievers), ZDF
- 2023–2024: Kiwis große Partynacht, Sat.1

### Fernsehauftritte
- 1999: Jeder gegen Jeden (Sat.1, Kandidatin)
- 2000, 2001, 2002, 2003, 2004, 2006, 2007: Johannes B. Kerner (ZDF, Gast)
- 2000: TV total (ProSieben, Gast)
- 2000: ZDF-Hitparade (ZDF, Gast)
- 2000: Wir vier (ZDF, Gast)
- 2000: Boulevard Bio (Das Erste, Gast)
- 2000: Für das Leben – Kochen mit Prominenten (Sat.1, Kandidatin)
- 2001: Weck Up (Sat.1, Gast)
- 2001: Glücksrad (Kabel Eins, Kandidatin)
- 2001: Zucht und Ordnung – Eltern im Erziehungsstress (ZDF, Gast)
- 2001: Blond am Sonntag (ZDF, Gast)
- 2001, 2004, 2005, 2006, 2021: Volle Kanne (ZDF, Gast)
- 2002, 2004, 2013, 2015, 2017, 2020, 2022: Riverboat (MDR, Gast)
- 2002, 2005: Blond am Freitag (ZDF, Gast)
- 2002: VIVA Comet (VIVA, Laudatorin)
- 2002: Das goldene Lenkrad (ZDF, Gast)
- 2002, 2003, 2005, 2006, 2007, 2009: Ein Herz für Kinder (ZDF, Gast)
- 2003, 2005: Wetten, dass..? (ZDF, Gast)
- 2003, 2005, 2009, 2015: Die ultimative Chartshow (RTL, Gast)
- 2004: Einfach Millionär! (Das Erste, Kandidatin)
- 2004: Peep! (Tele 5, Gast)
- 2004: Anke Late Night (Sat.1, Gast)
- 2004: Der Deutsche Fernsehpreis (ZDF, Laudatorin)
- 2004: Alfredissimo! (Das Erste, Gast)
- 2005: Deutschland hilft – Spenden für die Opfer der Flutkatastrophe (Sat.1, Gast)
- 2005, 2009: Die Hit-Giganten (Sat.1, Gast)
- 2005: Star-Biathlon mit Jörg Pilawa (Das Erste, Kandidatin)
- 2005: clever! – Die Show, die Wissen schafft (Sat.1, Gast)
- 2005: Nutella – Die Geburtstagsshow (RTL Zwei, Gast)
- 2005: Unsere Besten (ZDF, Gast)
- 2006: Die Goldene Kamera (ZDF, Laudatorin)
- 2006, 2012: Zimmer frei! (WDR, Gast)
- 2006: Frag doch mal die Maus (Das Erste, Kandidatin)
- 2006: vipshow (HR-Fernsehen, Gast)
- 2006: Der große Haustiertest (Sat.1, Gast)
- 2006, 2010, 2013: maybrit illner (ZDF, Gast)
- 2006: Schaubude (NDR, Gast)
- 2006: Stars in der Manege (Das Erste, Mitwirkende)
- 2007, 2009, 2012, 2014: Lafer! Lichter! Lecker! (ZDF, Gast)
- 2007: Deutscher Vorentscheid zum Eurovision Song Contest (Das Erste, Gast)
- 2007: Sabine Christiansen (Das Erste, Gast)
- 2007: Wie schlau ist Deutschland? (ZDF, Kandidatin)
- 2008, 2009: Gut zu wissen (ZDF, Gast)
- 2008: Die schönsten Weihnachts-Hits (ZDF, Gast)
- 2009: Das will ich wissen! (ZDF, Kandidatin)
- 2009: Das unglaubliche Quiz der Tiere (Das Erste, Kandidatin)
- 2009, 2010, 2011: stern TV (RTL, Gast)
- 2009: logo! – Das Jubiläumsquiz (ZDF, Kandidatin)
- 2009: Pilawas große Weltreise – Das ultimative Sommerquiz (Das Erste, Kandidatin)
- 2009, 2022: Wer wird Millionär? (RTL, Kandidatin)
- 2009: Aber bitte mit Sahne (ZDF, Gast)
- 2010, 2014, 2015: NDR Talk Show (NDR, Gast)
- 2010, 2012, 2017: Willkommen bei Carmen Nebel (ZDF, Gast)
- 2010, 2011, 2012: Markus Lanz (ZDF, Gast)
- 2010: Krömer – Die internationale Show (rbb, Gast)
- 2010: Das Quiz der Deutschen – Der grosse Einheits-Check (Das Erste, Kandidatin)
- 2011: Zapping (Sky, Gast)
- 2011: Es kann nur E1NEN geben (RTL, Home-Team mit Joachim Llambi)
- 2011: Bauerfeind 28:30 (ZDFkultur, Gast)
- 2011, 2015, 2018: Hirschhausens Quiz des Menschen (Das Erste, Kandidatin)
- 2011, 2014, 2016, 2017: Kölner Treff (WDR, Gast)
- 2011: Menschen (ZDF, Gast)
- 2011: Pilawas großes Weihnachtsquiz (ZDF, Kandidatin)
- 2012: Deutschlands Superhirn (ZDF, Gast)
- 2013: 5 gegen Jauch – Prominenten-Special (RTL, Kandidatin)
- 2013: 50 Jahre ZDF – Die große Jubiläumsshow (ZDF, Gast)
- 2013, 2024: Goldene Henne (MDR, Laudatorin)
- 2014: Kühe haben beste Freunde (ZDF, Gast)
- 2015: Gefragt – Gejagt (Das Erste, Kandidatin)
- 2015, 2016: Quizduell (Das Erste, Kandidatin)
- 2015, 2022, 2023, 2024, 2025: Der Quiz-Champion (ZDF, Expertin)
- 2015: Lerchenberg (ZDF, Gastrolle)
- 2016: Die Pierre M. Krause Show (SWR, Gast)
- 2016, 2017, 2022: Wer weiß denn sowas? (Das Erste, Kandidatin)
- 2016: Die große Show der Naturwunder (Das Erste, Kandidatin)
- 2016: Unsere größten Hits (ZDF, Gast)
- 2016: Inas Nacht (Das Erste, Gast)
- 2016: The Big Music Quiz (RTL, Kandidatin)
- 2016: Spiel für dein Land – Das größte Quiz Europas (Das Erste, Kandidatin)
- 2017: Bettina und Bommes (NDR, Gast)
- 2017: Das Quiz für den Westen (WDR, Kandidatin)
- 2017: Gute Nacht! Die Show vorm Einschlafen (NDR, Gast)
- 2018: Das große Promibacken (Sat.1, Kandidatin)
- 2018: Grill den Profi (VOX, Kandidatin)
- 2018: Nachsitzen! Promis zurück auf die Schulbank (RTL, Kandidatin)
- 2019: Deutschland-Bilanz (ZDF, Gast)
- 2020: Die große Terra X-Show (ZDF, Kandidatin)
- 2020, 2023: Sat.1-Frühstücksfernsehen (Sat.1, Gast)
- 2020: Käpt’ns Dinner (NDR, Gast)
- 2021: Menschen in München (münchen.tv, Gast)
- 2021: Nachtcafé (SWR, Gast)
- 2021: Das große Deutschland-Quiz (ZDF, Kandidatin)
- 2021: Der Deutsche Fernsehpreis (RTL, Preisträgerin)
- 2021: Das Supertalent (RTL, Gastjurorin)
- 2022: Let the music play – Das Hit Quiz (Sat.1, Kandidatin)
- 2022: Jauch gegen ... (RTL, Kandidatin)
- 2022: Da kommst Du nie drauf! (ZDF, Kandidatin)
- 2022: Denn sie wissen nicht, was passiert (RTL, Kandidatin)
- 2022: Der Sat.1-Jahresrückblick mit Jörg Pilawa (Sat.1, Gast)
- 2022: Dalli Dalli (ZDF, Kandidatin)
- 2022, 2023: ZDF-Morgenmagazin (ZDF, Gast)
- 2023: Die Pyramide (Sat.1, Kandidatin)
- 2023: Das 1% Quiz (Sat.1, Kandidatin)
- 2023: 60 Jahre ZDF: Die Show der Shows (ZDF, Gast)
- 2023, 2024: Mario Barth deckt auf! (RTL, Gast)
- 2023: Blamieren oder Kassieren (RTL, Kandidatin)
- 2024: Unsere Lieblinge (Sat.1, Kommentatorin)
- 2025: Neo Ragazzi (ZDFneo, Gast)
- 2025: Das große Allgemeinwissensquiz (Sat.1, Kandidatin)
- 2025: Missverstehen Sie mich richtig! (YouTube, Gast)
- 2025: Die Küchenschlacht XXL (ZDF, Gastjurorin)

## Autorin
Kiewel ist seit 2005 Kolumnistin der Zeitschrift Super-Illu. 2006 erschien ihr Buch Mama, du bist nicht der Bestimmer, und 2020 Meist sonnig – Eine Liebeserklärung an das Leben.

## Kritiken
ZDF-Fernsehgarten

„Sieben Jahre lang moderierte Kiewel den ‚Fernsehgarten‘, einen bizarren Mix aus Bundesgartenschau und musikalischem Allerlei. Immer ein wenig atemlos, immer eine Spur zu fröhlich, um authentisch zu wirken.“

Einspruch – Die Show der Rechtsirrtümer

„‚Service Comedy‘ nennt RTL sein neues Format. Mit der Mischung aus Rechthaberhumbug à la Akte 09 und Rechercheklamauk wie dem ‚Restauranttester‘ macht die extrem geschmeidige Andrea Kiewel tatsächlich eine weitere wirkungsvolle Imagekorrektur durch. Bitte nicht lachen: Sie ist jetzt Volksaufklärerin.“

„Mit Rechtsberatung kehrt Schleichwerberin Andrea Kiewel auf den TV-Schirm zurück. So blöde, dass es fast justitiabel ist. […] Solche Sendungen bedienen neben allem Entertainment nur die verbreitete Rechthaberei.“

## Auszeichnungen

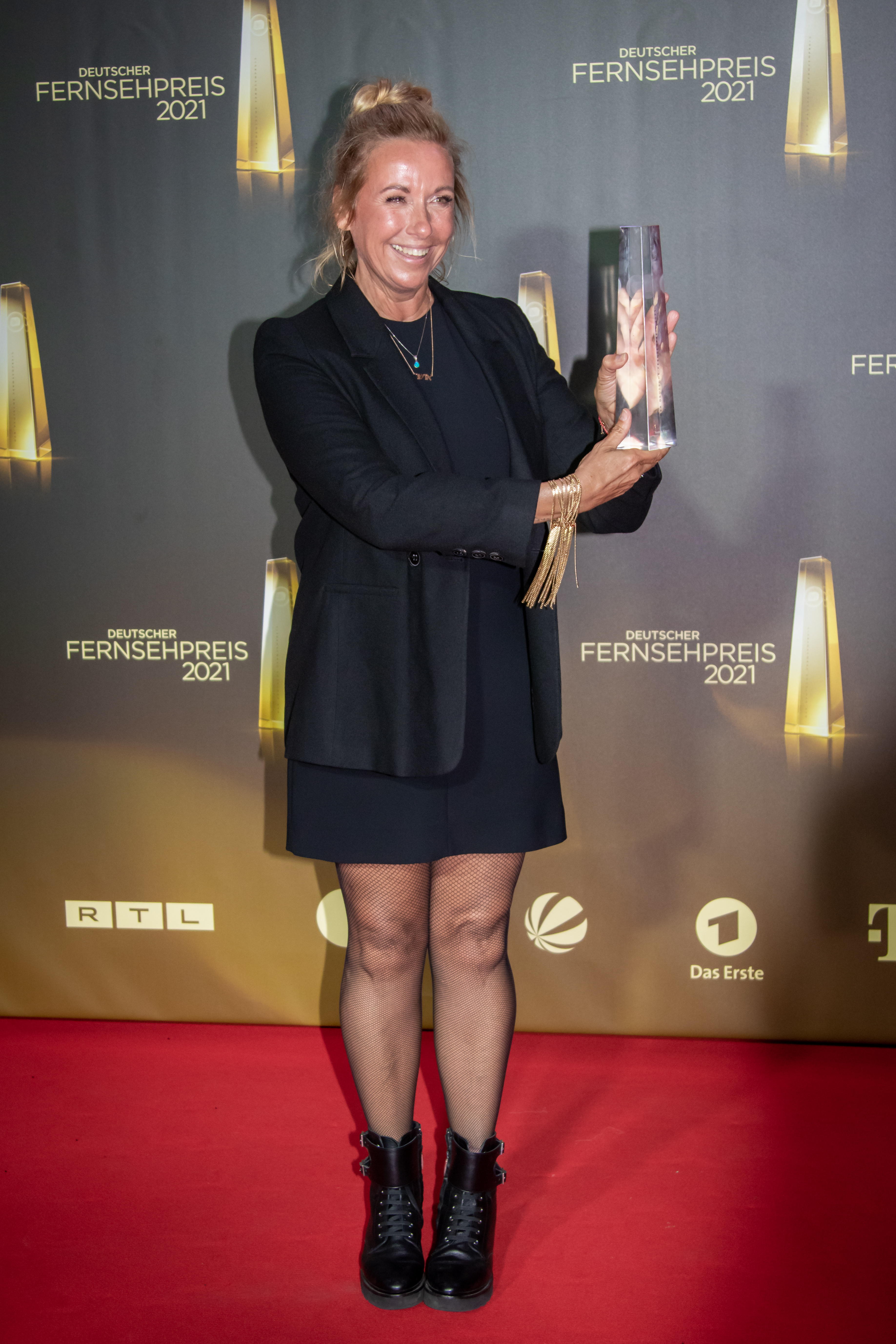
Andrea Kiewel mit dem Deutschen Fernsehpreis (2021)

- 2006: Goldene Henne für die Kategorie Fernsehen
- 2009: Goldene Henne für die Kategorie Leserpreis Moderation
- 2021: Deutscher Fernsehpreis für die Kategorie Beste Moderation/Einzelleistung Unterhaltung[27]

## Privates
Andrea Kiewel heiratete erstmals im Alter von 19 Jahren und wurde 1986 Mutter eines Sohnes, Maximilian Kiewel, der 2021 Moderator der Sendung Achtung Fahndung! auf BILD TV war. Ab 1999 war sie ein Jahr mit dem Redakteur Gerrit Brinkhaus verheiratet. Im Dezember 2004 heiratete sie in dritter Ehe den Regisseur Theo Naumann (1962–2012), den Vater ihres zweiten Sohnes (* 2001). Im November 2007 trennte sich das Paar.
Kiewel lebte 37 Jahre lang in Berlin. 2005 zog sie in die Nähe von Mainz, 2016 in die Nähe von Frankfurt am Main. Seit 2017 lebt sie gemeinsam mit ihrem israelischen Lebensgefährten, einem ehemaligen Elitesoldaten, in Tel Aviv, bezeichnet Israel als ihre Heimat und sich als Jüdin, und pendelt am Wochenende für die Moderation des Fernsehgarten nach Mainz.
2024 gab das ZDF bekannt, dass Kiewel eine goldene Kette mit einem Anhänger, der eine Landkarte von Israel zeigt, auf der die besetzten Gebiete als Staatsgebiet abgebildet sind, im Fernsehgarten nicht mehr tragen werde, nachdem sich Zuschauer daran gestört hatten. In einem Interview mit dem ZEITMagazin erklärte sie später dazu, die Kette bewusst nicht mehr zu tragen. Stattdessen sei sie in der nächsten Sendung in einem Kleid mit den Farben der israelischen Flagge aufgetreten.

## Veröffentlichungen
- Mama, du bist nicht der Bestimmer. Sternstunden für Eltern. Verlag Herder, Freiburg 2006 (bis 2010 mehrere Auflagen), ISBN 978-3-451-30320-3.
- Meist sonnig – Eine Liebeserklärung an das Leben. Eden Books Verlag, Berlin 2020, ISBN 978-3-95910-304-6.